# Outines
Outines est une commune française de 134 habitants, située dans le département de la Marne en région Grand Est.
Le village d'Outines a fait l'objet d'un arrêté de protection le 7 février 1970, pour son habitat traditionnel particulièrement remarquable et bien conservé. Son architecture rurale en pans de bois et torchis typique de la Champagne humide, où la pierre manquait pour la construction, se retrouve aussi bien dans les maisons peu élevées du village que dans l'Église Saint-Nicolas — datant du XVIe siècle et classée monument historique — qui est la plus vaste église à pans de bois de la Marne.

## Géographie
Outines se situe dans le sud-est de la Marne, à proximité de l'Aube et de la Haute-Marne. Le village se trouve au sud-ouest du Lac du Der-Chantecoq. La commune se compose du village, avec en son centre l'église, et plusieurs fermes et lieux-dits : la Haute-Rue, la Loie, la Pierre, la Rue aux Ronces. Outines est desservie par les routes départementales 55 et 655.
Au nord du village, s'écoule le ruisseau des Gros Prés, qui prend sa source à Drosnay. Au nord-est, la commune accueille les étangs d'Outines : l'étang des Landres, l'étang du Grand Coulon et l'étang de la Forêt. Remontant au Moyen Âge, ces étangs font partie de la Réserve Nationale de Chasse et de Faune Sauvage du lac du Der et des étangs d’Outines et d’Arrigny. Ils sont compris dans une ZNIEFF de type II et classés, avec d'autres étangs de la Champagne humide, par la convention de Ramsar. L'étang du Petit Coulon est aujourd'hui asséché. On y trouve aussi l'étang de la Pierre, près de la ferme du même nom.
| Drosnay                | Saint-Remy-en-Bouzemont-Saint-Genest-et-Isson | Arrigny                                    |
| Margerie-Hancourt      | Outines                                       | Châtillon-sur-Broué Giffaumont-Champaubert |
| Arrembécourt Joncreuil | Bailly-le-Franc                               | Droyes                                     |

### Hydrographie
La commune est dans la région hydrographique « la Seine de sa source au confluent de l'Oise (exclu) » au sein du bassin Seine-Normandie. Elle est drainée par le ruisseau des Gros Pres, le ruisseau du Pre Darras, la Varanne, le Fossé 01 de Sainte Marguerite, le Fossé 02 du Bois de la Guêpière, divers bras de Braux et divers bras du Fossé des Rouliers,.

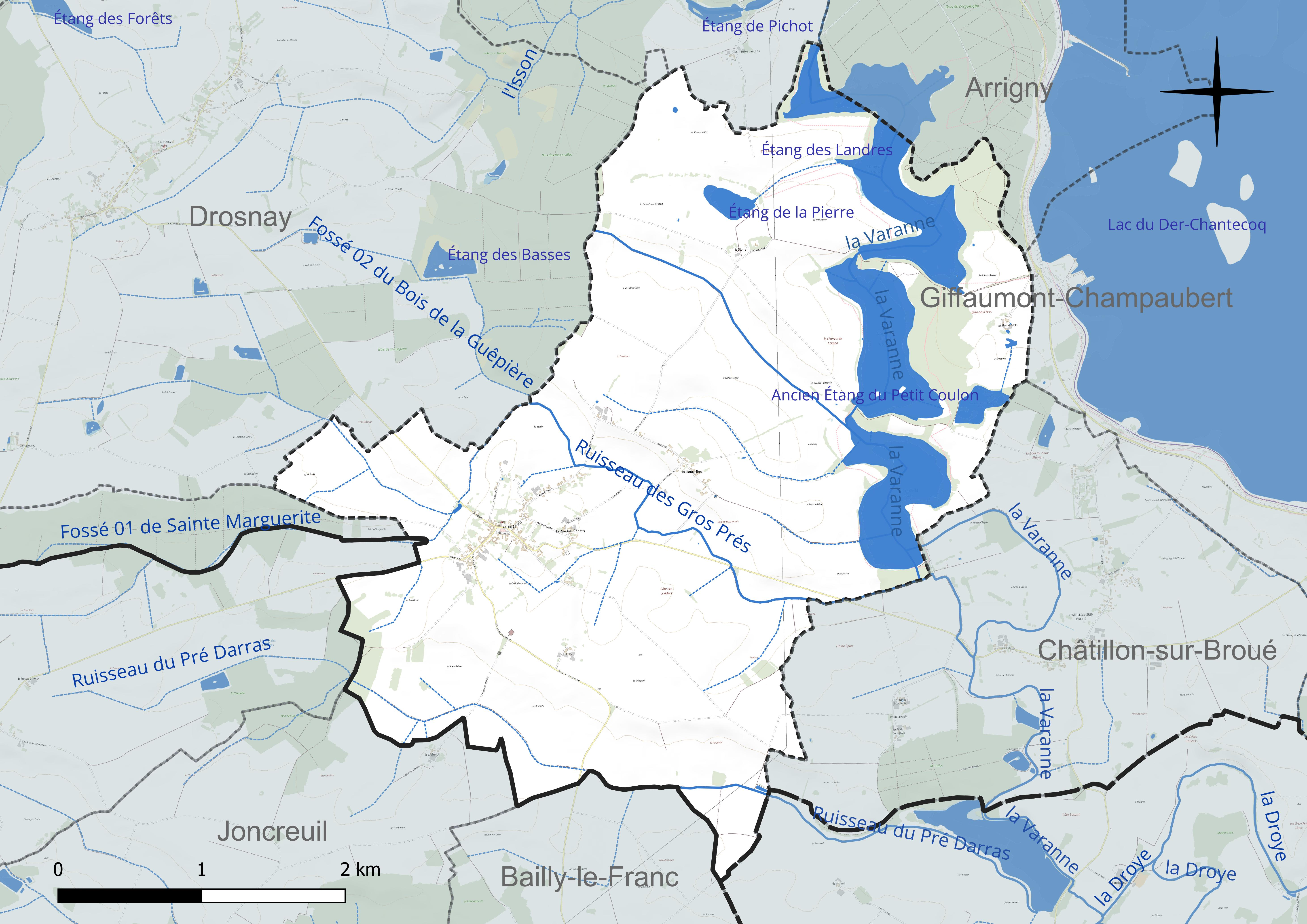
Réseau hydrographique d'Outines.

Cinq plans d'eau complètent le réseau hydrographique : l'ancien étang du le Petit Coulon, d'une superficie totale de 5,9 ha (5,9 ha sur la commune), l'étang de la Forêt (44,5 ha), l'étang de la Pierre (5,1 ha), l'étang des Landres, d'une superficie totale de 76,4 ha (52,9 ha sur la commune) et l'étang du Grand Coulon (44,4 ha),.

### Climat
Pour des articles plus généraux, voir Climat du Grand Est et Climat de la Marne.
En 2010, le climat de la commune est de type climat océanique dégradé des plaines du Centre et du Nord, selon une étude du Centre national de la recherche scientifique s'appuyant sur une série de données couvrant la période 1971-2000. En 2020, Météo-France publie une typologie des climats de la France métropolitaine dans laquelle la commune est exposée à un climat océanique altéré et est dans une zone de transition entre les régions climatiques « Nord-est du bassin Parisien » et « Lorraine, plateau de Langres, Morvan ». 
Pour la période 1971-2000, la température annuelle moyenne est de 10,4 °C, avec une amplitude thermique annuelle de 15,9 °C. Le cumul annuel moyen de précipitations est de 799 mm, avec 11,6 jours de précipitations en janvier et 8,5 jours en juillet. Pour la période 1991-2020, la température moyenne annuelle observée sur la station météorologique de Météo-France la plus proche, « Frignicourt », sur la commune de Frignicourt à 17 km à vol d'oiseau, est de 11,5 °C et le cumul annuel moyen de précipitations est de 694,6 mm. 
La température maximale relevée sur cette station est de 41,7 °C, atteinte le 25 juillet 2019 ; la température minimale est de −22 °C, atteinte le 9 janvier 1985,,. 
Les paramètres climatiques de la commune ont été estimés pour le milieu du siècle (2041-2070) selon différents scénarios d'émission de gaz à effet de serre à partir des nouvelles projections climatiques de référence DRIAS-2020. Ils sont consultables sur un site dédié publié par Météo-France en novembre 2022.

## Urbanisme

### Typologie
Au 1er janvier 2024, Outines est catégorisée commune rurale à habitat dispersé, selon la nouvelle grille communale de densité à sept niveaux définie par l'Insee en 2022.
Elle est située hors unité urbaine. Par ailleurs la commune fait partie de l'aire d'attraction de Saint-Dizier, dont elle est une commune de la couronne,. Cette aire, qui regroupe 72 communes, est catégorisée dans les aires de 50 000 à moins de 200 000 habitants,.
La commune, bordée par un plan d’eau intérieur d’une superficie supérieure à 1 000 hectares, le lac du Der-Chantecoq, est également une commune littorale au sens de la loi du 3 janvier 1986, dite loi littoral. Des dispositions spécifiques d’urbanisme s’y appliquent dès lors afin de préserver les espaces naturels, les sites, les paysages et l’équilibre écologique du littoral, tel le principe d'inconstructibilité, en dehors des espaces urbanisés, sur la bande littorale des 100 mètres, ou plus si le plan local d’urbanisme le prévoit.

### Occupation des sols
L'occupation des sols de la commune, telle qu'elle ressort de la base de données européenne d’occupation biophysique des sols Corine Land Cover (CLC), est marquée par l'importance des territoires agricoles (80,6 % en 2018), une proportion sensiblement équivalente à celle de 1990 (81 %). La répartition détaillée en 2018 est la suivante : 
terres arables (59,5 %), prairies (21 %), eaux continentales (6,5 %), zones humides intérieures (5,5 %), forêts (5,4 %), zones urbanisées (1,9 %), milieux à végétation arbustive et/ou herbacée (0,1 %). L'évolution de l’occupation des sols de la commune et de ses infrastructures peut être observée sur les différentes représentations cartographiques du territoire : la carte de Cassini (XVIIIe siècle), la carte d'état-major (1820-1866) et les cartes ou photos aériennes de l'IGN pour la période actuelle (1950 à aujourd'hui).

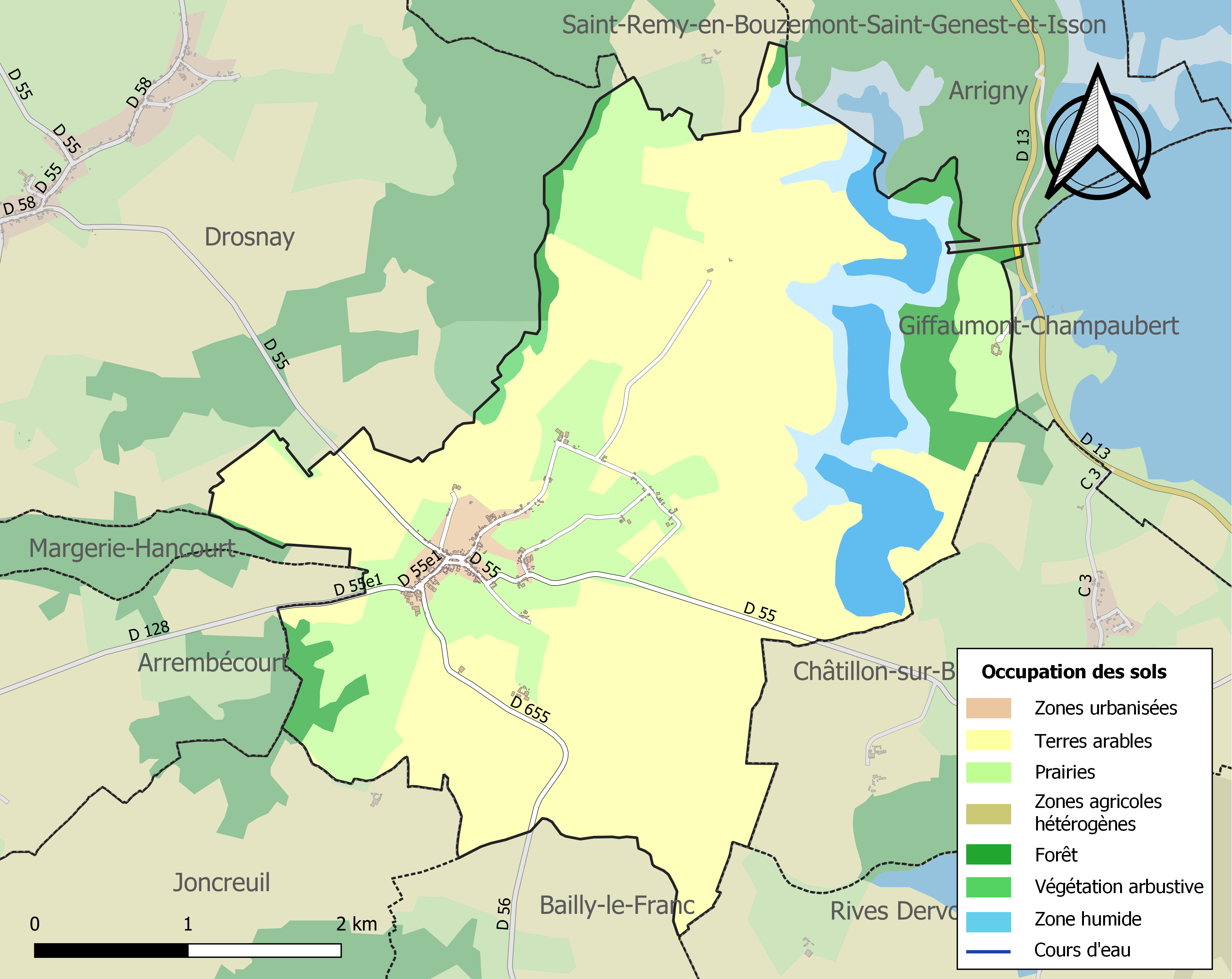
Carte des infrastructures et de l'occupation des sols de la commune en 2018 (CLC).

## Toponymie
Le nom de la localité est attesté sous les formes Altignæ (1147) ; Autigniæ (1182) ; Otignes (1210) ; Augustines (vers 1222) ; Outignes (1240) ; Othines (1503) ; Outine (1723) ; Outhine (1736).

## Histoire

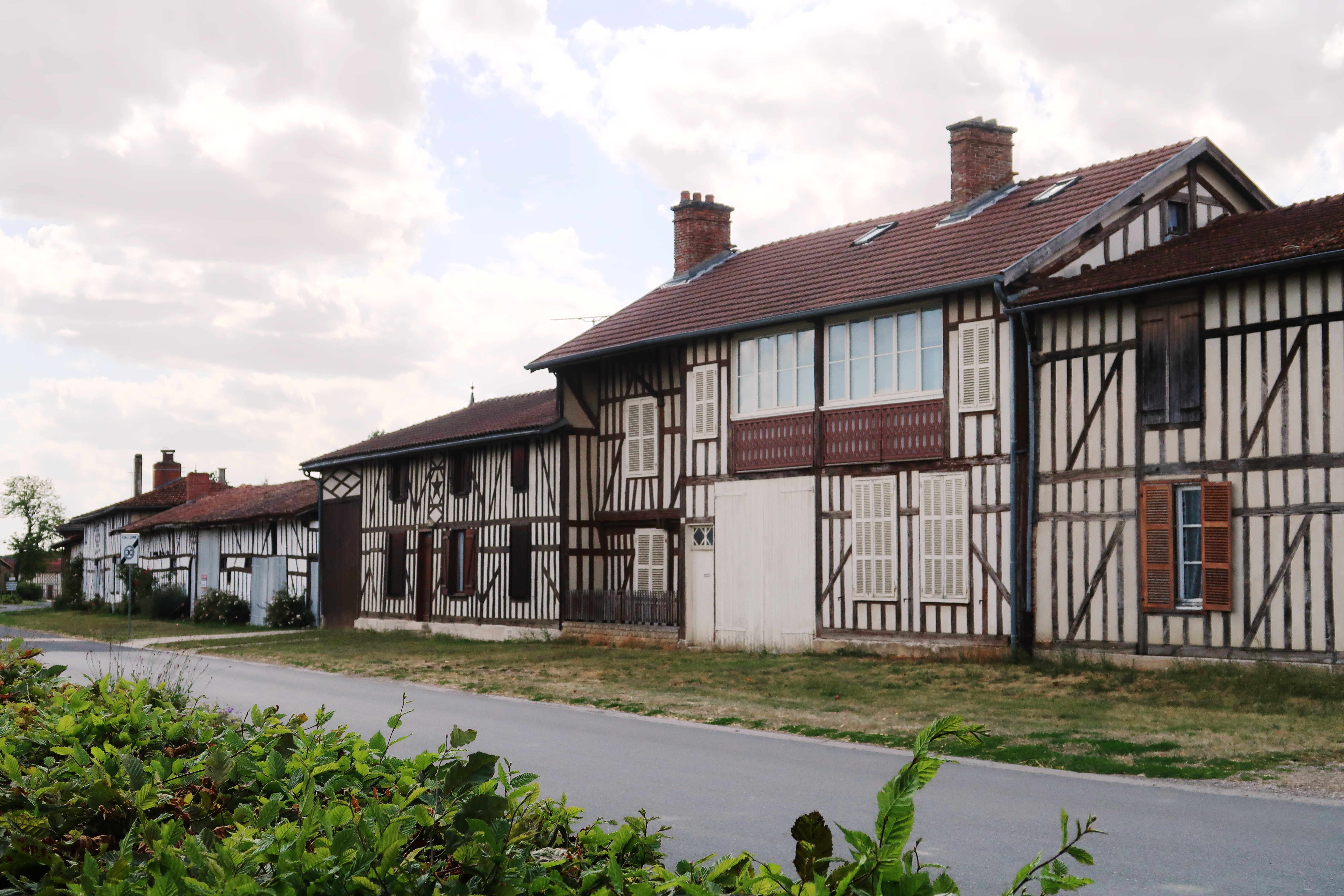
Maisons à pan de bois.

## Politique et administration

### Intercommunalité
La commune, antérieurement membre de la communauté de communes du Bocage champenois, est membre, depuis le 1er janvier 2014, de la communauté de communes Perthois-Bocage et Der.
En effet, conformément aux prévisions du schéma départemental de coopération intercommunale (SDCI) de la Marne du 15 décembre 2011, trois petites communautés de communes préexistantes :  
- la  communauté de communes du Bocage Champenois ;
- la communauté de communes Marne et Orconte ;
- la communauté de communes du Perthois ;
ont fusionné pour créer la nouvelle communauté de communes Perthois-Bocage et Der, à laquelle se sont également jointes une commune détachée de la  communauté de communes de Val de Bruxenelle (Favresse) et la commune isolée de Gigny-Bussy.

### Liste des maires
| Période                                  | Période                    | Identité         | Étiquette    | Qualité                                                                                            |
| ---------------------------------------- | -------------------------- | ---------------- | ------------ | -------------------------------------------------------------------------------------------------- |
| Les données manquantes sont à compléter. |                            |                  |              | |
| 1875                                     |                            | Brocart          |              | |
| 1876                                     |                            | Beaugé           |              | |
| 1890                                     |                            | Paul Perroche    | Progressiste | Conseiller général du canton de Saint-Rémy-en-Bouzemont en 1892, député de la Marne de 1902 à 1910 |
| 1995                                     | 2008                       | Chantal Pintaux  |              | |
| 2008                                     | En cours (au 19 aout 2016) | Ghislain Maillot |              | Réélu pour le mandat 2014-2020                                                                     |

## Équipements et services publics

### Eau et déchets
Le service public des déchets est assuré par le Syndicat mixte du Sud-Est Marnais (SYMSEM), qui a mis en place une redevance incitative. La collecte des ordures ménagères résiduelles (en bacs noirs pucés ou en sacs rouges prépayés) et des emballages ménagers recyclables (en sacs jaunes) est réalisée en porte à porte. Le SYMSEM adhérant au syndicat de valorisation des ordures ménagères de la Marne (SYVALOM), ces déchets sont amenés en centre de transfert à Sainte-Menehould ou Vitry-en-Perthois, puis valorisés sur le site de La Veuve. La collecte du verre se fait en apport volontaire, avant transformation dans une usine de Reims. Pour les déchets volumineux ou dangereux, le SYMSEM met à disposition de ses habitants une plateforme de déchets verts et gravats, à Saint-Amand-sur-Fion, ainsi que 12 déchèteries, à Arrigny, Courtisols, Givry-en-Argonne, Mairy-sur-Marne, Pargny-sur-Saulx, Pogny, Sainte-Menehould, Thiéblemont-Farémont, Valmy, Vanault-les-Dames, Villers-en-Argonne et Ville-sur-Tourbe.

### Postes et télécommunications
Une boîte aux lettres de La Poste se trouve sur le territoire de la commune, place de l'Église. Le bureau de poste le plus proche est situé à Rives Dervoises en Haute-Marne, à environ 6 km d'Outines. La commune partage toutefois son code postal avec le bureau de poste de Saint-Remy-en-Bouzemont (51290).

### Justice, sécurité et secours
Du point de vue judiciaire, Outines relève du conseil de prud'hommes, du tribunal de commerce, du tribunal judiciaire, du tribunal paritaire des baux ruraux et du tribunal pour enfants de Châlons-en-Champagne, dans le ressort de la cour d'appel de Reims. Pour le contentieux administratif, la commune dépend du tribunal administratif de Châlons-en-Champagne et de la cour administrative d'appel de Nancy.
Outines est située en secteur Gendarmerie nationale et dépend de la brigade de Saint-Remy-en-Bouzemont-Saint-Genest-et-Isson.
En matière d'incendie et de secours, la caserne la plus proche est celle de Saint-Remy-en-Bouzemont, rattachée au Service départemental d'incendie et de secours (SDIS) de la Marne.

## Démographie
Les habitants de la commune sont les Outinois et Outinoises.
L'évolution du nombre d'habitants est connue à travers les recensements de la population effectués dans la commune depuis 1793. Pour les communes de moins de 10 000 habitants, une enquête de recensement portant sur toute la population est réalisée tous les cinq ans, les populations de référence des années intermédiaires étant quant à elles estimées par interpolation ou extrapolation. Pour la commune, le premier recensement exhaustif entrant dans le cadre du nouveau dispositif a été réalisé en 2005.

En 2022, la commune comptait 131 habitants, en évolution de −2,24 % par rapport à 2016 (Marne : −1,19 %, France hors Mayotte : +2,11 %).
| 1793 | 1800 | 1806 | 1821 | 1831 | 1836 | 1841 | 1846 | 1851 |
| ---- | ---- | ---- | ---- | ---- | ---- | ---- | ---- | ---- |
| 407  | 402  | 433  | 451  | 474  | 492  | 493  | 507  | 544  |

| 1856 | 1861 | 1866 | 1872 | 1876 | 1881 | 1886 | 1891 | 1896 |
| ---- | ---- | ---- | ---- | ---- | ---- | ---- | ---- | ---- |
| 504  | 505  | 505  | 503  | 479  | 429  | 408  | 455  | 449  |

| 1901 | 1906 | 1911 | 1921 | 1926 | 1931 | 1936 | 1946 | 1954 |
| ---- | ---- | ---- | ---- | ---- | ---- | ---- | ---- | ---- |
| 421  | 422  | 404  | 351  | 303  | 297  | 282  | 284  | 248  |

| 1962 | 1968 | 1975 | 1982 | 1990 | 1999 | 2005 | 2006 | 2010 |
| ---- | ---- | ---- | ---- | ---- | ---- | ---- | ---- | ---- |
| 253  | 223  | 204  | 164  | 128  | 134  | 148  | 147  | 150  |

| 2015 | 2020 | 2022 | - | - | - | - | - | - |
| ---- | ---- | ---- | - | - | - | - | - | - |
| 136  | 126  | 131  | - | - | - | - | - | - |

## Économie
Outines, notamment grâce à sa situation près du Lac du Der-Chantecoq, accueille plusieurs gîtes. Par ailleurs, on y trouve un silo de Champagne Céréales.

## Culture et patrimoine

### Église Saint-Nicolas
L'église Saint-Nicolas remonte à la fin du XVIe siècle et au début du XVIIe siècle. Construite à pans de bois, il s'agit de la plus grande église de ce style du département et du Pays du Der. Si son plan est celui d'une église traditionnelle, l'intérieur est soutenu par des poteaux de bois et des poutres. Elle est classée monument historique le 7 juillet 1964.
Plusieurs objets de l'église sont également classés monument historique. On y trouve un fauteuil de célébrant de style Louis XV du XVIIIe siècle et un autre de style Louis XIII, du siècle précédent. L'église abrite également des lambris sculptés du XVe siècle, des fonts baptismaux du XVe ou XVIe siècle, une statue d'un abbé (Saint-Gond) et une statue du Christ en croix de la même période,. Le maître-autel et le retable de l'église datent de 1816 et sont de Ludot.

Église Saint-Nicolas
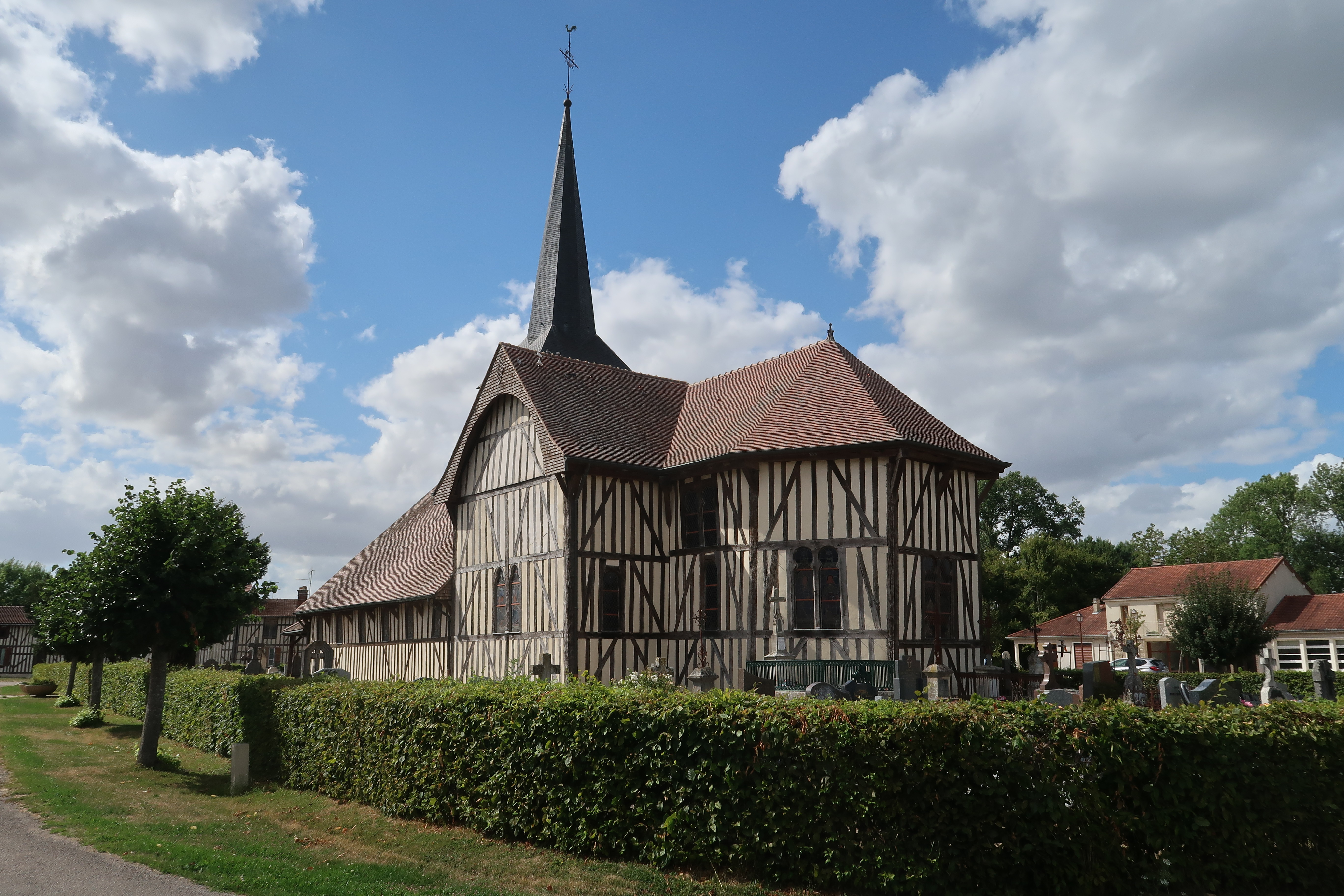
Extérieur
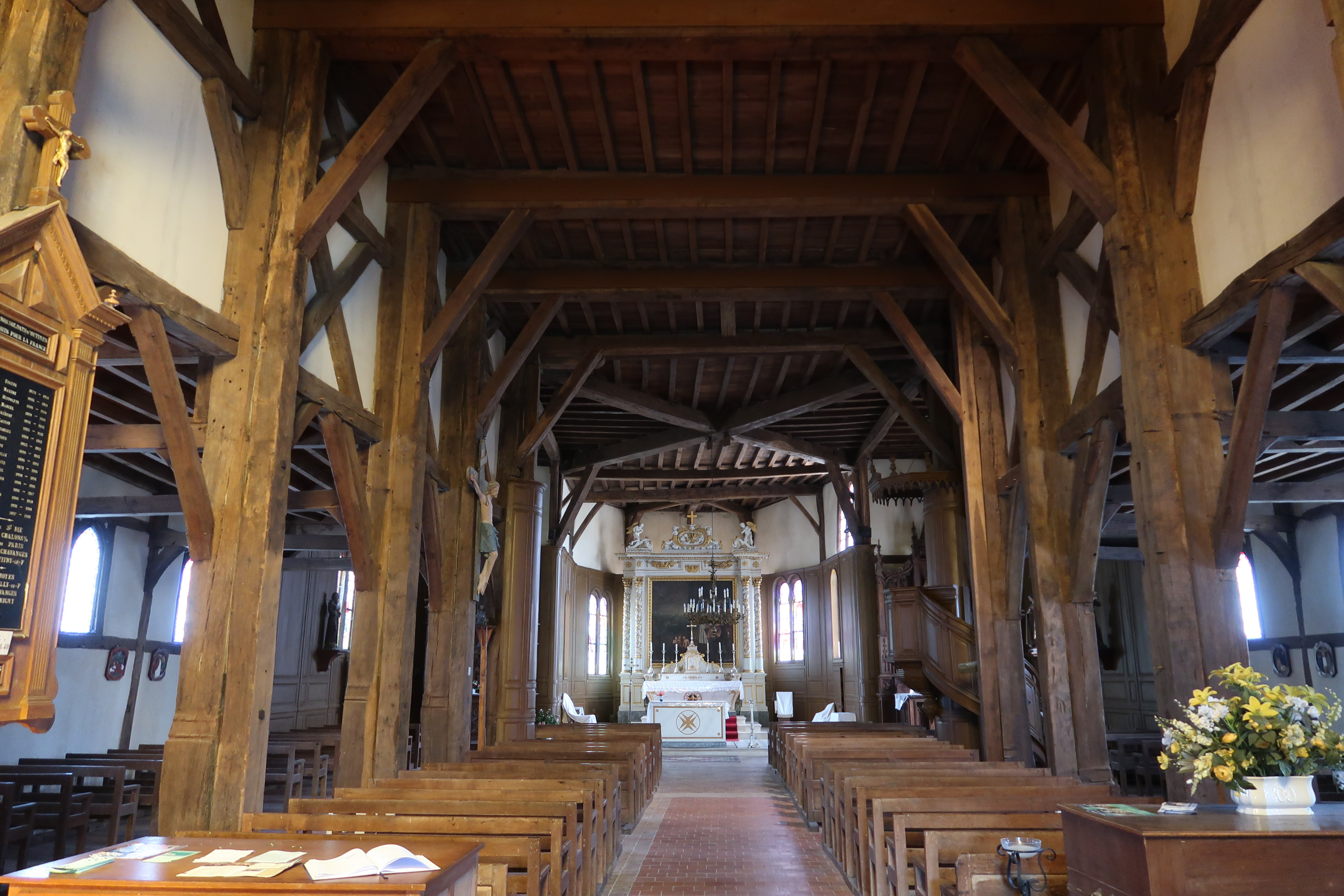
Intérieur
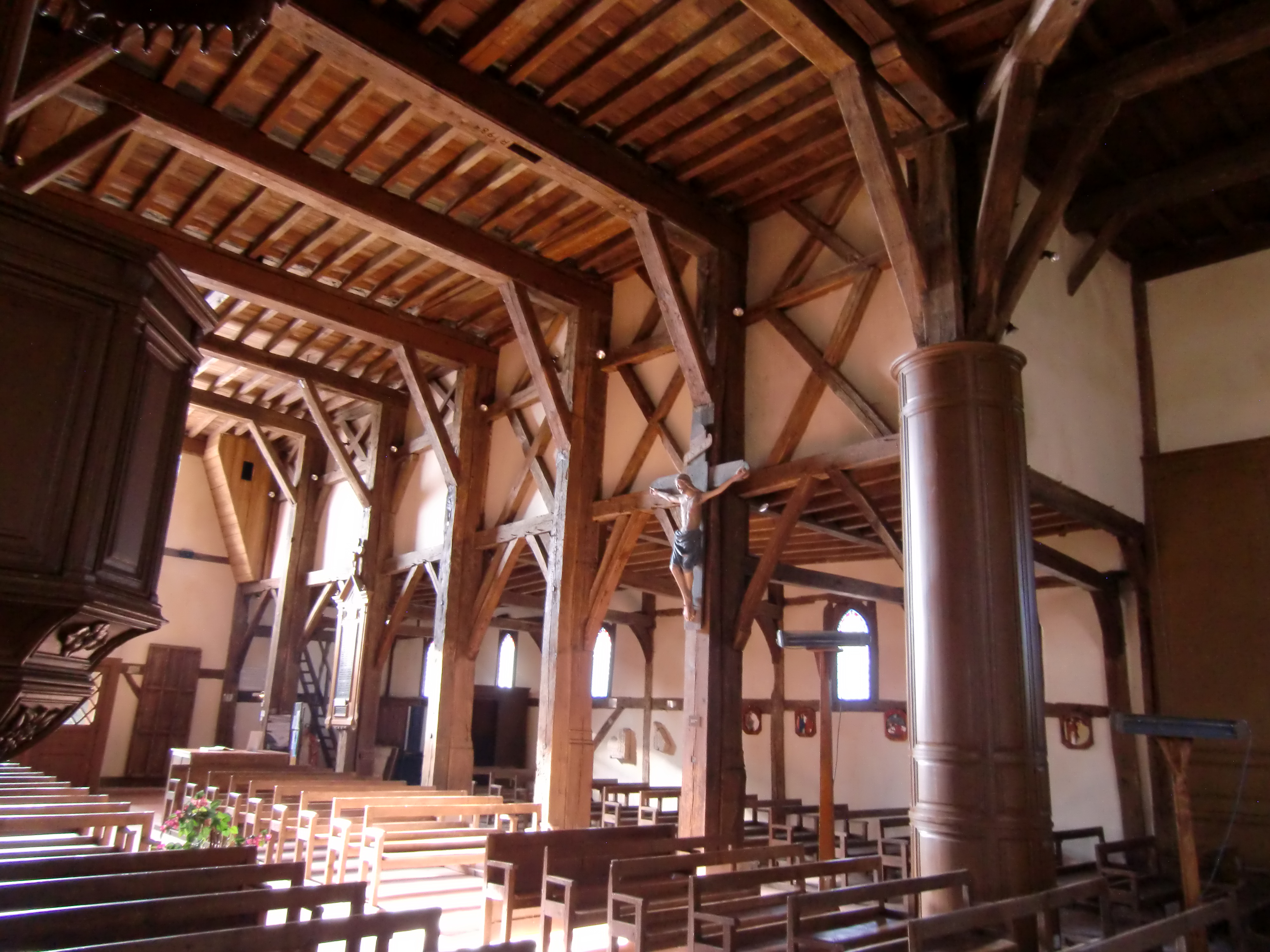
Le Christ en croix.
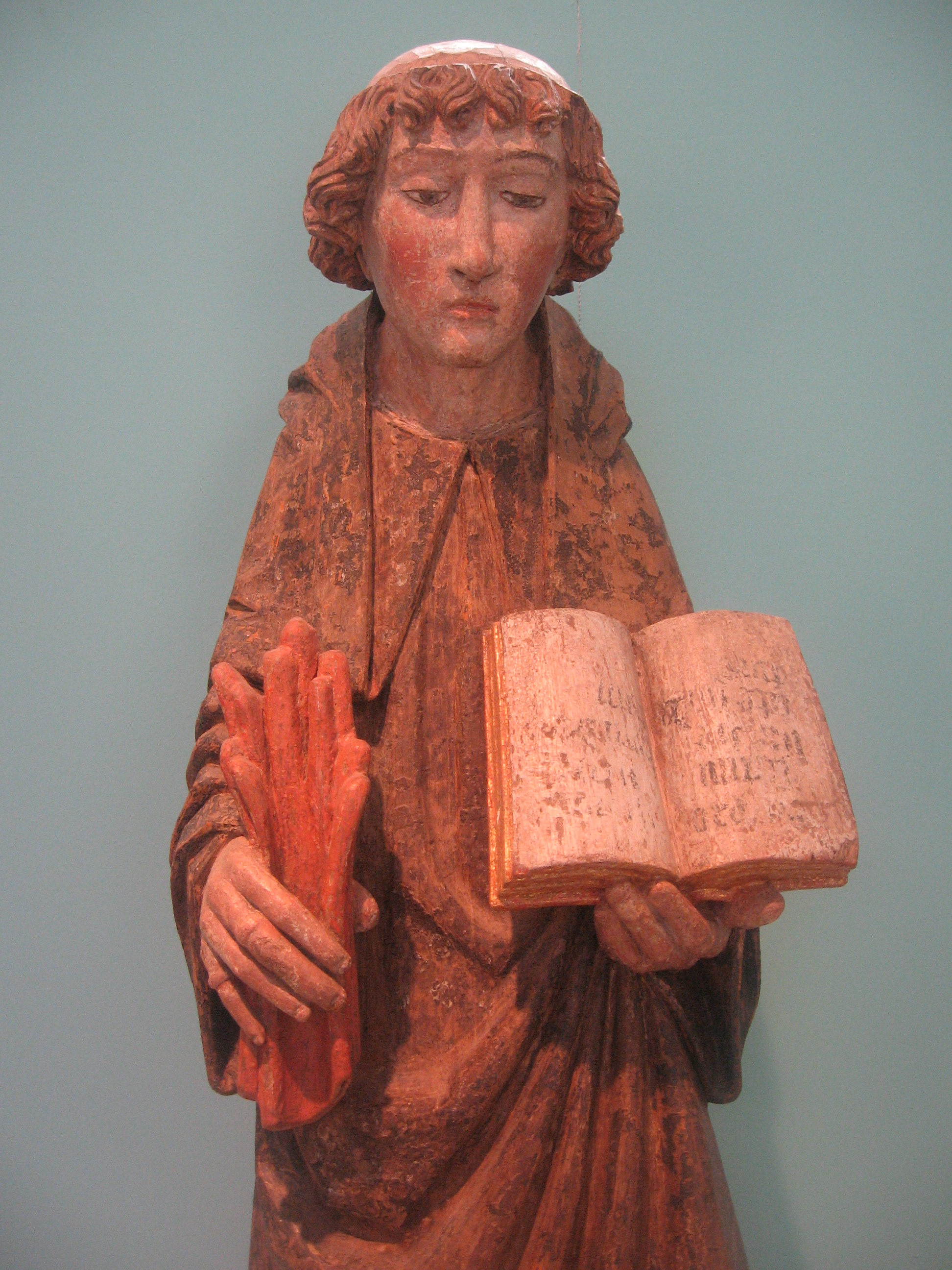
La statue de saint Gond.

### Personnalités liées à la commune
- Paul Perroche, (1845-1917), maire d'Outines en 1890, puis conseiller général du canton de Saint-Rémy-en-Bouzemont en 1892. Il est député de la Marne de 1902 à 1910.Il meurt à Outines le 7 août 1917 à l'âge de 72 ans.